# PAPSS
Общеафриканская платежно-расчетная система (PAPSS) — это панафриканская платёжная система в режиме реального времени для трансграничных платежей в различных местных валютах. Она была публично запущена 13 января 2022 года Африканским союзом и Африканским экспортно-импортным банком (Afreximbank) в дополнение к торговле в рамках Африканской континентальной зоны свободной торговли (AfCFTA) с дальнейшим планируемым внедрением в Карибском регионе к концу 2024 года.

## История
PAPSS впервые была упомянута 7 июля 2019 года на 12-й внеочередной сессии Ассамблеи Африканского союза в Ниамее, Нигер высказался в поддержку запуска операционной фазы AfCFTA. Система была запущена как пилотный проект среди 6 стран Западноафриканской валютной зоны (WAMZ), прежде чем стал общедоступным. В 2023 году несколько стран Карибского сообщества начали внедрять пилотную платформу для использования Панафриканской платежно-расчетной системы для облегчения торговли между Карибским бассейном и Африкой.
Этот шаг совпал с согласием Afreximbank объявить Карибский регион шестым регионом Африки, связанным с диаспорой, и открытием офиса на Карибском острове Барбадос. Планируется, что PAPSS будет внедрена среди стран Карибского бассейна, которые уже подписали соглашение с Afreximbank, и ее запуск запланирован на четвертый квартал 2024 года.

## Принцип работы
- Компания выдает платежный инструмент своему местному банку или поставщику платежных услуг
- Платежная инструкция отправляется в PAPSS через центральный банк страны и перенаправляет ее на банковский счет получателя
- PAPSS выполняет все проверки платежной инструкции перед ее отправкой, пересылает ее в центральный банк получателя и, в конечном итоге, на счет в местном банке
- PAPSS отправляет инструкции по расчетам по кредиту или дебету в Центральный банк отправителя и Центральный банк получателя. Центральные банки проводят расчеты по транзакции в твердой валюте, используя Afreximbank в качестве расчетного агента.
- После завершения трансграничных чистых расчетов получатель получает средства в своей местной валюте[8].

На ежедневной основе PAPSS проводит расчеты по всем транзакциям между отдельными африканскими валютами, взаимозачитывая их до полуночи. Затем центральные банки урегулируют оставшуюся разницу. Процесс платежей и расчетов снова начинается с чистого нуля на следующий день.

## Участники[10]
- Банк Ганы
- Центральный банк Нигерии
- Центральный банк Либерии
- Центральный банк Гвинейской Республики
- Банк Сьерра-Леоне
- Резервный банк Зимбабве
- Центральный банк Джибути
- Банк Замбии
- Центральный банк Кении
- Центральный банк Гамбии
- Банк Алжира